# Rebutia xanthocarpa
Rebutia xanthocarpa ist eine Pflanzenart in der Gattung Rebutia aus der Familie der Kakteengewächse (Cactaceae). Das Artepitheton xanthocarpa leitet sich von den griechischen Worten xanthos für ‚gelb‘ sowie karpos für ‚Frucht‘ ab und verweist auf die Farbe der Früchte der Art.

## Beschreibung
Rebutia xanthocarpa wächst sprossend mit abgeflacht kugelförmigen, grünen Körpern und bildet Gruppen. Die Körper erreichen bei Durchmessern von 5 Zentimetern Wuchshöhen von bis zu 4,5 Zentimetern und besitzen Faserwurzeln. Die 17 bis 20 Rippen sind in kurze Höcker gegliedert. Die darauf befindlichen kreisrunden Areolen sind hellbraun. Die grauen oder weißen oder gelblichen, glasigen 15 bis 20 Dornen sind nicht in Mittel- und Randdornen unterscheidbar. Sie sind etwas ausgebreitet bis wenig abstehend und werden 2 bis 7 Millimeter lang. Vier der Dornen sind etwas kräftiger und aufwärts gerichtet.
Die karminroten bis hellroten Blüten werden bis 2 Zentimeter lang und besitzen ebensolche Durchmesser. Das Perikarpell und die Blütenröhre sind kahl. Die kugelförmigen Früchte sind orangegelb.

## Verbreitung und Systematik
Rebutia xanthocarpa ist im Norden Argentiniens in der Provinz Salta in Höhenlagen von 2700 bis 3000 Metern verbreitet.
Die Erstbeschreibung wurde 1932 von Curt Backeberg veröffentlicht.

## Nachweise